# Jakob Friedrich Dörr (Maler)

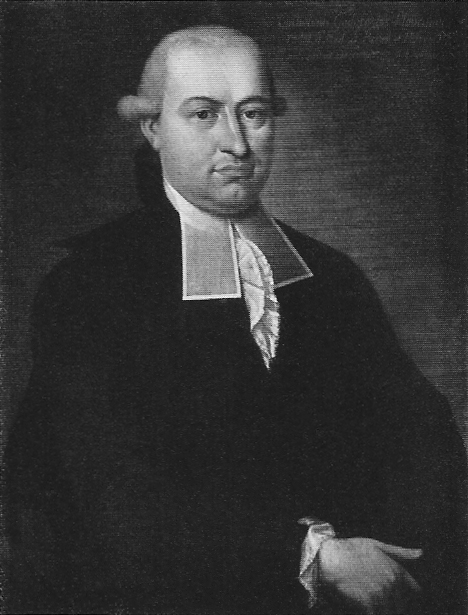
Jakob F. Dörr: Prof. Wilhelm Gottfried Ploucquet (1744–1814), (Öl auf Leinwand, 1783; Tübinger Professorengalerie)

Jakob Friedrich Dörr (auch verkürzt Jakob Dörr, * 1750 in Tübingen; † 1788 ebenda) war ein württembergischer Porträtmaler in Tübingen. Er war der Vater des Malers Christoph Friedrich Dörr.

## Leben
Jakob Friedrich Dörr wurde als Sohn des Knopfmachers und des späteren Bürgermeisters von Tübingen Christoph Adam Dörr und seiner zweiten Frau Juliane Friederike geb. Hagmaier, Tochter des Pfarrers von Beihingen am Neckar, im Haus Holzmarkt 5 geboren. Der einzige Tübinger Maler damaliger Zeit, der Universitätsmaler Wolfgang Dietrich Majer, starb, als Jakob noch Kind war, so dass es sich nicht mal vermuten lässt, wer seine ersten Lehrer waren. Dörr war jedenfalls später nach Düsseldorf gegangen, wo er angeblich französische und niederländische Kunst studierte.
Zurück in Tübingen wohnte er weiterhin in dem väterlichen Haus am Holzmarkt und malte er Porträts, u. a. der Tübinger Professoren, für die Galerie der Aula. Offiziell wurde er 1780 als Universitätsmaler in die Matrikel aufgenommen. Dies bedeutete, dass er als offizieller Universitätsmaler anerkannt wurde, brachte aber keine festen Einnahmen. Die Einnahmen brachten ihm die einzelnen Aufträge, die er jetzt bevorzugt bekam. Außerdem gab er offenbar seit dieser Zeit den Studenten Privatlektionen im Zeichnen. Dörr fertigte nicht nur Ölgemälde, sondern auch Schattenrisse, Miniaturen und „kleinbürgerliche, mehr dekorative“ Darstellungen kleinen Formates, an.

## Kritik

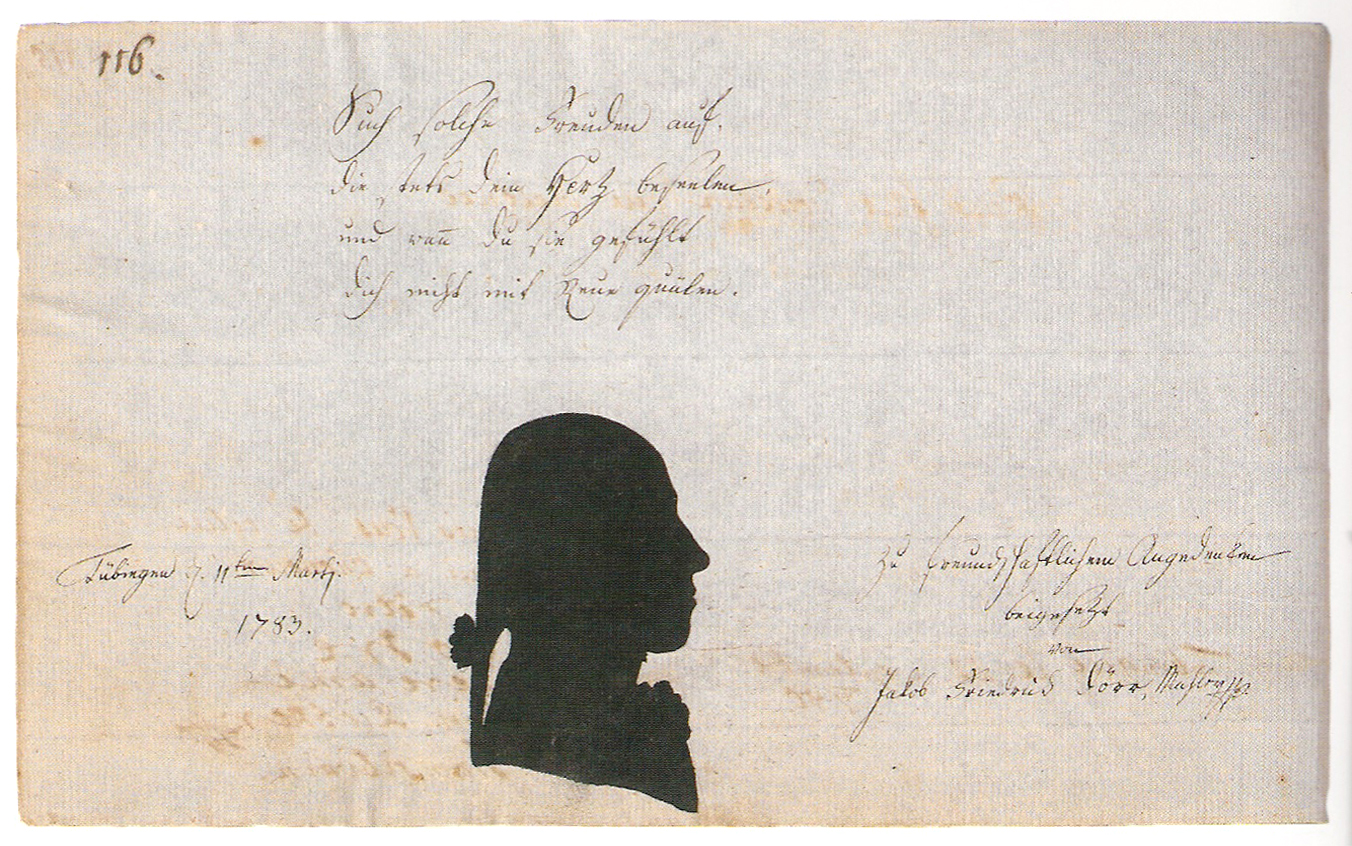
Silhouette und Eintrag von Jakob Friedrich Dörr im Stammbuch eines Studenten (11. März 1783)

Dörrs frühen Bildnissen, wie z. B. dem von Johann Friedrich Stockmayer, ist nichts von den Studien der französischen und niederländischen Kunst anzusehen. Sie unterscheiden sich aber deutlich von den dekorativ-eleganten, wenn auch gleichartigen Tübinger Professoren- und Honoratiorenbildern, die in der Mitte des achtzehnten Jahrhunderts von Majer geprägt waren. Die einfache, nüchterne Auffassung Dörrs ist unrepräsentativ, kleinbürgerlich. Nur seine Bilder für die Professoren-Galerie haben aus Bindung an Brauch und Herkommen etwas Besonders. Die aufwendige Darstellung der Kleidungsstoffe und auch die Farben werden von der Sachlichkeit bestimmt, die Einzelheiten der prallgeformten Gesichter zeigen alle Sorgfalt und eine gelegentlich trockene Gewissenhaftigkeit. Dazu gesellt sich mit den Jahren steigerndes Bemühen, über die rein objektive Wiedergabe hinaus individuelle Merkmale und Eigenheiten herauszuarbeiten. Beides bestimmt, dass Dörrs Porträts sich zur persönlichen Auffassung entwickeln, und dadurch fortschrittlicher sind, als die Porträts der Schüler von Nicolas Guibal. Seine Porträts seien gleichförmig und gleichartig, was Werner Fleischhauer als „einen Mangel an Gedanken und künstlerischer und geistiger Beweglichkeit“ interpretiert. Trotzdem hat Dörr die schlichtbürgerliche Auffassungsweise seiner Bilder durch eine bewusst individuelle, selbstbewusste Haltung und durch sein physiognomisches Interesse vor einer trivialen Sachlichkeit zu bewahren gewusst.

## Berühmtere Arbeiten
- 1774 Philipp Gottlieb Seeger, Theologe, Altphilosph und Autor (Zeichnung)
- 1776 Johann Friedrich Stockmayer [Regierungsrat]
- 1783 Professor Wilhelm Gottfried Plouquet (Öl auf Leinwand, 81 × 65 cm; Universität Tübingen, Professorengalerie)